# De Luz Heights
De Luz Heights es un área no incorporada ubicada en el condado de San Diego en el estado estadounidense de California. La localidad se encuentra a 6 km al norte de Fallbrook.

## Geografía
De Luz Heights se encuentra ubicada en las coordenadas 33°25′N 117°16′O / 33.417, -117.267.